# Зарічний (Кочкуровський район)
Зарі́чний (рос. Заречный, ерз. Заречный) — селище у складі Кочкуровського району Мордовії, Росія. Входить до складу Булгаковського сільського поселення.

## Населення
Населення — 7 осіб (2010; 5 у 2002).
Національний склад (станом на 2002 рік):
- росіяни — 100 %